# Cadnam

Cadnam est un village situé dans le Hampshire, en Angleterre, dans les limites du parc national New Forest. Le village existe depuis la période médiévale, alors qu’il était (et est toujours) un important carrefour entre Southampton et la conurbation du Dorset du Sud-Est.

## Vue d'ensemble
Cadnam fait partie de la paroisse civile de Copythorne, un petit village situé à un kilomètre et demi au nord. Il est compris dans la paroisse civile de Bramshaw. Le village est un carrefour important entre Southampton et les villes de Bournemouth et Poole. Le départ (sortie 1) de l'autoroute M27 est à Cadnam. Les villages environnants sont Copythorne au nord-est et  Bartley au sud-est.
Le village possède des pubs à Cadnam, le White Hart et The Sir John Barleycorn. Un hôtel, le Bartley Lodge Hotel et une église méthodiste s'y trouvent également. Le village a une station-service avec un dépanneur.
Cadnam abrite un club de Cricket (créé en 1880) qui joue sur le terrain de Lambs Corner (adjacent à la route de  Lyndhurst).

## Toponymie
Cadnam est d'abord enregistré dans les années 1270 sous le nom de Cadenham qui signifie apparemment la ferme (ham) d'un homme nommé « Cadda ».

## Histoire
Au XIIIe siècle, il y avait un domaine à Cadnam et à proximité  Winsor qui appartenait aux [nonnes de l'abbaye d'Amesbury. En 1286, les religieuses ont obtenu les deux domaines en don (warren gratuit). La propriété semble avoir fait partie du manoir de Wigley ; le loyer des locataires de Cadnam a été versé à l'abbaye d'Amesbury jusqu'à la Dissolution des monastères.
Les terres de Cadnam et Winsor ont été attribuées au manoir de Wigley, à Edmund Vaughan en 1545. Toutes ces terres ont ensuite été intégrées au Paultons.